# Bataille de Picotin
Pour les articles homonymes, voir Picotin.
Campagne de Ferrand de Majorque en Morée
La bataille de Picotin se déroule le 22 février 1316 au nord-ouest du Péloponnèse entre les forces catalanes de l'infant Ferrand de Majorque, prétendant à la principauté d'Achaïe, et les forces fidèles à la princesse Mathilde de Hainaut, constituées de levées autochtones provenant des barons fidèles à la princesse, ainsi que de chevaliers bourguignons. La bataille se solde par une victoire écrasante de Ferrand, mais ce dernier est ensuite attaqué et tué par les troupes du mari de Mathilde, Louis de Bourgogne, lors de la Bataille de Manolada.

## Contexte
En 1278, à la mort du prince Guillaume II de Villehardouin, sans descendance mâle, par le traité de Viterbe, le titre princier d'Achaïe, située dans le sud de la Grèce, passe au roi angevin de Sicile, Charles d'Anjou. En 1289, les Angevins passent le contrôle de la principauté à la fille aînée de Guillaume, Isabelle de Villehardouin, ainsi qu'à ses descendants, mais conservent leur suzeraineté sur le territoire d'Achaïe. Après la mort d'Isabelle en 1312, sa jeune sœur, Marguerite de Villehardouin, revendique la principauté, ou du moins une partie de celle-ci, en tant qu'héritage, mais ses revendications sont rejetées par les Angevins, qui soutiennent la succession de la fille d'Isabelle, Mathilde de Hainaut.
Afin de gagner du soutien pour ses revendications, Marguerite se rend en Sicile en février 1314 afin d'organiser le mariage de sa fille unique, Isabelle de Sabran, avec l'infant Ferrand de Majorque qui, en tant que prince sans terre, est désireux de revendiquer le titre princier d'Achaïe. Le mariage est célébré en grande pompe à Messine en février 1314. Marguerite leur transmet ses titres et prétentions, et retourne en Achaïe. À son retour, confrontée à l'hostilité des barons achéens à son égard à la suite de ses actions en Sicile, elle est emprisonnée par le bailli angevin Nicolas le Maure au château de Chlemoútsi, où elle meurt en mars 1315,. Peu après, Ferrand envahit l'Achaïe, afin de tenter de réclamer la principauté à Mathilde et à son mari, Louis de Bourgogne, toujours absents de Grèce. Ayant débarqué fin juin, en août, Ferrand prend possession de la ville de Glaréntza, ainsi que du cœur de la principauté, les plaines fertiles d'Élis.

## Bataille et suites
Les événements qui suivent sont décrits dans la version aragonaise de la Chronique de Morée. Fin 1315, la princesse Mathilde arrive en Achaïe, débarquant à Port-de-Jonc avec 1 000 soldats bourguignons, en tant qu'avant-garde de son mari. Nicolas le Maure, ainsi que plusieurs autres barons achéens, ayant reconnu la souveraineté de Ferrand, viennent alors lui demander sa grâce. De son côté, Ferrand réagit en s'emparant du château de Chalandrítsa, dont le baron fait défection vers Mathilde, et en le garnissant de 1 500 hommes. Il assiège ensuite Patras, qui est défendue avec succès par son archevêque, Rénier,,.
Au début de l'année 1316, la princesse nomme un commandant, qui dirige les Bourguignons, ainsi que les levées féodales des barons Achéens fidèles envers sa personne, vers le nord. L'armée loyaliste campe dans un village appelé Picotin, situé près de Palaiópolis (anciennement connue sous le nom d'Élis), et le 22 février, Ferrand part d'Andravída à leur rencontre, accompagné de 500 cavaliers et 500 fantassins Almogavres. Selon la Chronique, afin d'accélérer leur progression, Ferrand ordonne à ses cavaliers que chacun prenne des membres de l'infanterie sur leurs chevaux, lui-même donnant l'exemple. Lorsqu'il voit les Catalans approcher, le capitaine de la princesse range les 700 Bourguignons en première ligne et charge l'armée catalane qui avance, laissant les troupes achéennes en deuxième ligne. Les Bourguignons font chuter leur montures 300 Catalans lors du premier assaut, mais les cavaliers une fois remis à pied, accompagnés des Almogavres, utilisent leurs lances afin de tuer les montures des chevaliers bourguignons avec un terrible résultat : en moins de deux heures, selon la Chronique, les Catalans tuent 500 Bourguignons et 700 soldats autochtones, dont Gilberto Sanudo, frère du duc de Naxos, ainsi que bien d'autres nobles. Les Catalans auraient compté 700 chevaux morts sur le champ de bataille. Les restes de l'armée de la princesse se retirent en toute hâte, poursuivis par les Catalans pendant un certain temps, avant que ces derniers ne rebroussent chemin afin de piller le campement abandonné des Achéens,,.
À peu près au même moment que la bataille de Picotin, une tentative de Rénier de Patras et de ses hommes afin de s'emparer de Chalandrítsa, alors que Ferrand est occupé par l'armée princière, échoue,. Les barons achéens vaincus se replient de nouveau vers le sud, en Messénie. Là-bas, ils sont bientôt rejoints par Louis et son armée principale, qui débarque en Grèce à peu près au moment de la bataille. Bénéficiant du renfort de troupes byzantines venant de Mystrás, Louis jouit d'une grande supériorité numérique, et à la Bataille de Manolada, le 5 juillet 1316, Ferrand est vaincu et tué. Les Catalans abandonnent les forteresses qu'ils contrôlent et quittent l'Achaïe quelques mois plus tard.